# Femme au violon
 (mai 2023).
Femme au violon est un tableau réalisé en 1921-1922 par le peintre français Henri Matisse. Cette huile sur toile représente une jeune femme assise les jambes croisées à une table, la tête appuyée sur son bras, un violon sur les cuisses et son archet à l'autre main. Partie de la collection Jean Walter et Paul Guillaume, l'œuvre est conservée au musée de l'Orangerie, à Paris.